# Henri Laaksonen
Henri Joona Julius Laaksonen (* 31. března 1992 Lohja) je švýcarský profesionální tenista, který do ledna 2011 reprezentoval rodné Finsko a od té doby reprezentuje Švýcarsko. Ve své dosavadní kariéře nevyhrál na okruzu ATP World Tour žádný turnaj, na challengerech ATP 3 turnaje ve dvouhře. V rámci okruhu ITF získal 2 tituly ve dvouhře a stejný počet ve čtyřhře.
Na žebříčku ATP byl ve dvouhře nejvýše klasifikován v únoru 2022 na 84. místě a ve čtyřhře pak v prosinci 2018 na 191. místě. Trénuje ho David Pultr.
Ve finském daviscupovém týmu debutoval v roce 2009 čtvrtfinálem 2. skupiny zóny Evropy a Afriky proti Monaku, v němž vyhrál nad Clémentem Morelem. Jednalo se o jeho jediné utkání ve finské reprezentaci. První zápas za švýcarské daviscupové družstvo odehrál v prvním kole Světové skupiny 2013 proti České republice, když podlehl Tomáši Berdychovi. Do února 2013 v soutěži nastoupil ke dvěma mezistátním utkáním s bilancí 1–1 ve dvouhře a 0–0 ve čtyřhře.
Narodil se v roce 1992 do rodiny finské matky Pirji a švýcarského otce Sandra Laaksonenových.

## Tituly na okruhu Futures a challengerech ATP

### Čtyřhra: 1
| Legenda         |
| Challengery (3) |
| Futures (4)     |

| Stav  | Č. | Datum           | Turnaj                  | Povrch      | Spoluhráč      | Soupeři ve finále              | Výsledek |
| Vítěz | 1. | 15. března 2009 | Greifensee 2, Švýcarsko | koberec (h) | Philipp Oswald | Dustin Brown Alexander Sadecky | 6–1, 6–4 |